# Игал
Игал (мађ. Igal) је град у Мађарској. Игал је град у оквиру жупаније Шомођ.

## Географија

### Локација
Игал се налази дуж пута 6505 који повезује Капошвар са Сантодом, 24 километра од Капошвара и 40 километара од Балатона. Пут 6503 од Бате до Игала и пут 6507 од Кочоле до Игала такође додирују територију насеља.
Насеље је окружено пољима, виноградима, шумама и брдима. Брдо Шомођ-Толнаји пролази дуж његове северне границе, у правцу исток-запад, и достиже своју највишу тачку у близини Игала, на 301 метар високом брду Чучош.

## Историја
Године 1211. у тапији је названа Игалска вила (Igal villának), а 1272. године уписана је као село. Већ 1448. године постоји документ у коме се Игалт помиње као опидум, односно као трговиште. Године 1462. добио је писмо привилегије од краља Матије и дозволу да четири пута годишње одржава национални вашар. Године 1687. у белешци паладина Пала Естерхазија је писало да је град са пијацом поново освојен од стране Турака, тада је развој насеља застао и његово становништво се смањило. У фебруару 1707, војска куруца Ракоција је овде претрпела један од својих најзежих пораза. Године 1856. епидемија колере је десетковала становништво.
Насеље које се тренутно развија захваљујући термама је град од 1. јула 2009. године.

## Становништво
Током пописа из 2011. године, 83,7% становника се изјаснило као Мађари, 4,2% као Немци, 6% као Роми и 0,2% као Румуни (13,9% се није изјаснило). 
Верска дистрибуција је била следећа: римокатолици 56,4%, реформисани 4,9%, лутерани 1,5%, гркокатолици 0,1%, без вероисповести 10,9% (25,1% се није изјаснило).